# 塚田庄平
塚田 庄平（つかだ しょうへい、1918年6月25日 - 1991年3月20日）は日本の政治家。日本社会党（以下、社会党）における炭鉱労組出身政治家として北海道議会議員（4期）や道議会副議長、衆議院議員（4期）を歴任した。

## 経歴
1918年（大正7年）6月25日、北海道浦河郡浦河町に生まれる。1942年（昭和17年）に東京帝国大学法学部を卒業後、北海道炭礦汽船（北炭）に入社した。その後水戸航空通信学校に入校。戦後は北炭職員組合連合会（北炭職連）委員長、全日本石炭労働組合（全石炭）副委員長を務めた。北炭職連委員長在任中の1950年（昭和25年）6月に行われた第2回参議院議員通常選挙に民主戦線候補として立候補したが、15名中9位で落選した。しかし翌1951年（昭和26年）の第2回統一地方選挙にて夕張市から労働者農民党（労農党）の道議候補として立候補、当選を果たした。任期半ばの1953年4月に行われた第3回参議院議員通常選挙に立候補するため、同年3月に道議を辞職した（参院選では落選）。その後1955年の選挙で道議に返り咲き、1957年1月9日に労農党道本部と社会党道連が合同したのに伴い社会党に入党した。1951年の道議会選挙以降連続4回当選し、道議4期目の1963年（昭和38年）6月には道議会副議長に就任（在職期間2年9ヶ月）した。
1967年（昭和42年）4月に行われた第6回北海道知事選挙に社会党公認で立候補するも、現職で自民党公認の町村金五に大差で敗れた。また1971年（昭和46年）4月の第7回北海道知事選挙に再度立候補し、自民党公認で新人の堂垣内尚弘に挑んだが、1万3千票余りの僅差で敗北した。知事選翌年の72年12月に行われた第33回衆院総選挙に旧・北海道第3区から社会党公認で立候補、知事選に2度立候補して堂垣内に僅差で敗れた知名度の高さが功を奏してトップ当選を果たした。以後、3回連続で当選し、青函トンネル対策特別委員長や税制問題連絡会議議長などを務めた。また社会党では北海道本部執行委員長（1967年5月27日～70年4月17日）や道南開発特別委員長、党中央執行委員、総務局長を務めた。
1983年の第37回衆院総選挙には出馬せず、政界を退いた。1990年（平成2年）に勲二等瑞宝章を受章。翌1991年（平成3年）3月20日死去。